# Commanderie de l'Hôpital-Chaufranche
La commanderie de l'Hôpital-Chaufranche se situe à Saint-Cirgues-de-Malbert, dans le département du Cantal.

## Histoire
La commanderie de la Chaufranche a été édifiée entre le XIIe et le XIIIe siècle. Des fouilles archéologiques ont révélé des sépultures, témoignant de l’usage ancien du site. Le logis a été construit vers 1460, à la fin du Moyen Âge,.

## Architecture
Le bâtiment comprend un chœur roman à chevet plat, voûté en berceau et percé d'une baie. La nef, plus haute et moins large, présente des murs moins épais. On observe encore des traces d’enduits et de blasons décoratifs sur les murs. Le logis se compose d’un donjon rectangulaire avec une tourelle d’escalier semi-circulaire. L’intérieur conserve sa structure d’origine ainsi que de grandes cheminées au rez-de-chaussée et à l’étage.

## Protection
La commanderie est inscrite au titre des monuments historiques par arrêté du 10 février 2010.